# Rainy merry-go-round
「Rainy merry-go-round」（レイニー・メリー・ゴー・ラウンド）は、1998年5月にリリースされたFANATIC◇CRISISの通算8枚目のシングルである。発売元はフォーライフレコード。

## 解説
前作より3ヵ月半ぶりのリリース。
初動売り上げは前作初動を上回ったが、累計売り上げでは前作より2万枚以上下回った。
タイトル曲は日本テレビ系『進ぬ!電波少年』EDテーマ。雨の日に濡れるメリーゴーラウンドを見て思い付いた曲だという。

## 収録曲
全作詞：石月努
1. Rainy merry-go-round [4:57]
  - 作曲:石月努・Shun／編曲:FANATIC◇CRISIS
2. dear myself [4:08]
  - 作曲:石月努／編曲:神林義弘・FANATIC◇CRISIS
3. Rainy merry-go-round (Vox Less Version) [4:58]

## 収録作品
- THE.LOST.INNOCENT（#1,2）
- THE BEST of FANATIC◇CRISIS Single Collection01（#1）
- THE BEST of FANATIC◇CRISIS B-Side Collection（#2）